# 波利纳戈
波利纳戈（義大利語：Polinago），是意大利摩德纳省的一个市镇。总面积53平方公里，人口1779人，人口密度33.6人/平方公里（2009年）。ISTAT代码为036032。